# Freixo de Espada à Cinta (freguesia)
Freixo de Espada Cinta is een plaats (freguesia) in de Portugese gemeente Freixo de Espada Cinta en telt 2131 inwoners (2001).